# Dicranomyia subdidyma
Dicranomyia subdidyma är en tvåvingeart som först beskrevs av Alexander 1975.  Dicranomyia subdidyma ingår i släktet Dicranomyia och familjen småharkrankar.
Artens utbredningsområde är Iran. Inga underarter finns listade i Catalogue of Life.